# Стара Монья (Малопургинський район)
Стара Мо́нья (рос. Старая Монья, удм. Вуж Монья) — присілок в Малопургинському районі Удмуртії, Росія.
Урбаноніми:
- вулиці — Жовтнева, Лісова, Молодіжна, Нова, Польова, Радянська, Шкільна, Ювілейна
- провулки — Гагаріна, Східний

## Населення
Населення — 1339 осіб (2010; 1193 в 2002).
Національний склад станом на 2002 рік:
- удмурти — 96 %